# Обезвоживание (обогащение руд)
Обезво́живание (англ. dewatering, dehydrating; нем. Entwasserung f) — операции по удалению излишней влаги из материала, в частности, из продуктов обогащения полезных ископаемых.

## Методы обезвоживания
Различают способы обезвоживания с использованием:
- гравитационных сил — дренаж, осадка в воде и уплотнение осадка;
- гравитационных сил и вибраций — грохочения;
- центробежных сил — центрифугирования, сгущения в гидроциклонах;
- перепадов давления — фильтрования;
- тепловой энергии — термическая сушка, а также объединение обозначенных факторов.

Кроме того, используют обезвоживание методом механического срыва водной плёнки (обезвоживание эжектированием).

## Результат обезвоживания и факторы, влияющие на процесс
В результате обезвоживания получают обезвоженный материал с влажностью:
- при дренаже 20—30 % (иногда 5—10 %),
- при сгущении 40—60 %,
- фильтровании 7—15 % (иногда до 25 %),
- механическом срыве влаги струёй воздуха 5—12 %,
- осушении 0,5—7 %.

На процесс обезвоживания влияют свойства поверхности минералов, их минералогический и гранулометрический состав, содержание твёрдого компонента в пульпе, плотность твёрдой фазы, pH среды, температура пульпы и другие факторы. Наибольшее применение обезвоживание находит при обогащении полезных ископаемых в водной среде.

## Классификация влаги и технологические возможности процессов обезвоживания
Влагу в продуктах обогащения в зависимости от энергии её связи с поверхностью минерала разделяют на:
- гигроскопическую, которая удерживается благодаря адсорбционным силам;
- плёночную, связанную с поверхностью молекулярными силами;
- капиллярную, которая заполняет поры между частицами минерала и удерживается капиллярными силами;
- гравитационную, которая заполняет все промежутки между частицами.

Современные механические процессы обезвоживания обеспечивают удаление гравитационной и частично капиллярной и адсорбционной влаги. При термической сушке возможно удаление всей влаги. Для интенсификации процессов обезвоживания используется агрегация (флокуляция, коагуляция, агломерация и т. д.) тонких частичек. Обезвоживание нефти проводится для удаления пластовой воды из продукции нефтяных скважин на нефтяных промыслах. Обезвоживание нефти основано на разрушении водонефтяных эмульсий (деэмульсация). Содержание воды в нефти после её обезвоживания (перед подачей в систему магистральных нефтепроводов) не должно превышать 1 %.